# Aérodrome de Kankan
L'aérodrome de Kankan est un aérodrome desservant Kankan, capitale de la région de Kankan en Guinée.

## Situation
| \| 50 km1:11 257 000 \| Conakry Kamsar Boké Fria Labé Faranah Kankan Siguiri Kissidougou Macenta Kérouané - Gbenko N'Zérékoré |
| 50 km1:11 257 000 |